# Talicypridea
Talicypridea is een uitgestorven geslacht van ostracoden.  

## Synoniem
- Nemegtia Szczechura, 1978[2]

## Soort
- Talicypridea suguioi Dias-Brito et al. 2001